# Горбань, Юрий Андреевич
Юрий Андреевич Горбань (род. 20 сентября 1937 года в Матиевке) — советский и украинский историк, доктор исторических наук, профессор Киевского национального университета имени Тараса Шевченко.

## Биография
В 1964 году окончил историко-философский факультет Киевского государственного университета им. Т. Г. Шевченко. В 1964—1967 годах был ассистентом Николаевского кораблестроительного института имени адмирала Макарова.
В Киевском национальном университете имени Тараса Шевченко: с 1970 года работал ассистентом, с 1972 года — старший преподаватель, с 1976 года — доцент кафедры истории КПСС естественных факультетов; с 1986 года — профессор кафедры истории КПСС Института повышения квалификации преподавателей общественных наук при Киевском университете; с 1992 года — профессор, в 1996—2002 годах заведовал кафедрой украинской истории и этнополитики исторического факультета. Ушёл на пенсию в 2005 году.
Преподавал курсы «История КПСС», «Политическая история», «История Украины». Подготовил 23 кандидата исторических наук.
Сфера научных интересов: общественно-политическая, культурная жизнь Украины в 1920—30-х годах, этнополитические отношения на Украине ХІХ—ХХ ст., отдельные проблемы мировой истории межвоенного периода.
Кандидатская диссертация «Коммунистическая партия в борьбе за мобилизацию рабочего класса на выполнение первой пятилетки (На материалах КП Украины)» (1971), докторская диссертация «Руководство Компартии Украины развитием промышленности республики в период социалистической индустриализации СССР. 1926—1937 гг.» (1984).
Автор более 70 научных трудов.
Дочь, Татьяна Горбань, пошла по стопам отца, также став историком.

## Труды
- Ленинским курсом социалистической индустриализации (из опыта Компартии Украины по руководству развитием промышленности). К., 1984.
- Історія України. Хрестоматія. У 2 ч. К., 1996 (соавтор).
- Історія української та зарубіжної культури. К., 1999 (соавтор).
- Історія сучасного світу. К., 2001 (руководитель авторского коллектива).
- Історія української та зарубіжної культури: Навчальний посібник. К., 2004 (соавтор).